# سافکوز دزاراسوف
سافکوز دزاراسوف (روسی: Савкуз Дзабоевич Дзарасов؛ ۵ ژانویه ۱۹۳۰ – ۱۲ ژوئیه ۱۹۹۰) کشتی‌گیر اهل اتحاد جماهیر شوروی سوسیالیستی بود.
وی در مسابقات کشوری و بین‌المللی در مجموع برندهٔ ۲ مدال برنز شده‌است.